# Hatti Archer
Hatti Archer (Oxford, Reino Unido, 2 de febrero de 1982), también llamada Hatti Dean, es una atleta británica especializada en la prueba de 3000 m obstáculos, en la que llegó a ser subcampeona europea en 2010.

## Carrera deportiva
En el Campeonato Europeo de Atletismo de 2010 ganó la medalla de plata en los 3954 m obstáculos, con un tiempo de 9:30.19 segundos (que fue su mejor marca personal). Llegó a meta tras la rusa Yuliya Zarudneva (oro) y por delante de la polaca Wioletta Frankiewicz (bronce).